# Emperor: Rise of the Middle Kingdom
Emperor: Rise of the Middle Kingdom – strategiczna gra komputerowa wydana przez Sierra Entertainment w 2002 r.

## Cele gry
Gra polega na zakładaniu i prowadzeniu miast w starożytnych Chinach. Gracz musi realizować w zależności od misji zróżnicowane cele:
- odpowiednia liczba ludności w mieście (np. ludność miasta minimum 4000)
- odpowiednia liczba ludności w domach o określonym statusie (np. minimum 2000 mieszkańców w Dużych Domach lub np. minimum 100 mieszkańców w Ozdobnych Dworach)
- odpowiednio duża produkcja określonego towaru (np. wyprodukować co najmniej 12 kompletów uzbrojenia w ciągu roku)
- odpowiednia ilość pieniędzy w skarbcu
- odpowiednio duży roczny wzrost funduszy
- odpowiednio wiele miast sojuszniczych
- odpowiednio wiele kontrolowanych (podbitych) miast
- odpowiednio wiele miesięcy z Bohaterem w mieście
- odpowiednio wiele gatunków zwierząt w pałacowej menażerii
- odpowiednio wiele partnerów handlowych (tj miast, z którymi prowadzi się handel)
- wybudowanie monumentu (np. Wielkiej Pagody lub odcinka Wielkiego Kanału)

## Rozgrywka
Podczas wykonywania misji gracz musi zmierzyć się z takimi wyzwaniami czy utrudnieniami jak:
katastrofy naturalne – trzęsienia ziemi (niszczą uszkodzone budynki), powodzie (niszczą budynki położone w strefie wylewu akwenu), susze (niszczą uprawy)
dyplomacja – gracz może regulować stosunki dyplomatyczne z innymi miastami Chin wpływając na przychylność danego miasta wobec miasta gracza. Można: wysyłać dary, żądać towaru, zaatakować miasto, pomóc w obronie, prosić miasto o zaatakowanie wskazanego miasta, pomóc w ataku na inne miasto, zawierać umowę handlową, zawierać lub zrywać przymierze, spełniać prośby dotyczące towarów. Dobre stosunki z władcami innych miast mogą doprowadzić do dużych korzyści ze współpracy, a złe do wojny lub kłopotów ze szpiegami-sabotażystami
napady na miasto – na miasto gracza mogą napadać zarówno inne chińskie miasta jak i miasta Barbarzyńców, do których należą: koczownicy Xiongnu, Wietnamczycy, Koreańczycy, Tybetańczycy, Kitanowie i Mongołowie. Obronę miasta mogą stanowić oddziały wojska (piechoty, rydwanów, konnicy, kuszników i katapult), fortyfikacje (mury i wieże obronne, bramy miejskie), niektórzy Bohaterzy przebywający w mieście
Feng shui – gracz powinien stawiać odpowiednie budynki w odpowiednich miejscach, by były zgodne z zasadami Feng shui (np. Magazyn powinien być zbudowany obok skał, skarp lub na gołej ziemi, a nie powinien obok drzew lub na trawie). Im słabszy współczynnik Feng shui tym szybciej spada popularność gracza u mieszkańców jego miasta oraz tym słabszy skutek odnoszą ofiary składane Bohaterom
nadzór nad budynkami – gracz musi zapewnić prawie wszystkim budynkom regularny nadzór Inspektorów, by nie zawaliły się lub nie spłonęły
przestępczość w dzielnicach mieszkalnych – spowodowana niepokojami u mieszkańców z powodu problemów miasta jak brak żywności, bezrobocie czy długi
dopasowanie siły roboczej do zapotrzebowania na nią – im wyższe płace tym więcej ludzi chce pracować, ale zarówno duże bezrobocie jak i niskie płace mogą doprowadzić do spadku
popularności gracza, a brak siły roboczej do spowolnienia produkcji lub pogorszenia jakości usług. Narzędziami gracza dla zapewnienia równowagi są: regulowanie płac, regulowanie liczby ludności, zamykanie zakładów pracy lub tworzenie nowych
religia – w grze występuje 12 bohaterów, po trzech z każdej z 4 religii (kultu przodków, konfucjanizmu, taoizmu i buddyzmu). Są to Bohaterzy żyjący naprawdę (np. Konfucjusz) lub będące postaciami legendarnymi mitologii chińskiej (np. Nüwa). Składając ofiary Bohaterom można ich nakłonić do odwiedzenia miasta, co skutkuje szeregiem różnych korzyści. Z kolei nieskładanie ofiar Bohaterom kultu przodków może sprowadzić na miasto katastrofę naturalną
popularność – gracz musi dbać o to, by jego popularność wśród mieszkańców miasta była jak największa. Czynnikami, które decydują o popularności są: wysokość zarobków, wysokość płac, bezrobocie, współczynnik Feng shui, Bohaterzy w mieście (pozytywny wpływ), długi miasta (negatywny wpływ), obchody Nowego Roku (pozytywny wpływ, a ich brak – negatywny), represje (tj zbyt duża liczba strażników na ulicach ma negatywny wpływ na popularność). Zbyt niska popularność powoduje masową emigrację i hamuje imigrację co prowadzi do wyludnienia i osłabienia miasta
finanse – gracz, by nie popaść w długi, musi utrzymywać dochody miasta na wyższym poziomie niż wydatki. Istnieje wiele źródeł dochodów jak i potrzeb wydatków. Najważniejsze to: płace/podatki, import/eksport. Dużo funduszy mogą pochłaniać koszty budowy oraz okupy dla armii wrogów. W niektórych misjach istnieje możliwość produkcji monet z brązu lub banknotów z papieru
dzikie zwierzęta – w każdej z trzech stref klimatycznych występują drapieżniki. W strefie suchej sęp brodaty i niedźwiedź gobijski, w strefie umiarkowanej salamandra olbrzymia, a w strefie wilgotnej tygrys i aligator. Drapieżniki stanowią zagrożenie dla pieszych na ulicach. Można je zabijać, ale nie można ich do końca wytępić dlatego stanowią problem do końca misji

## Kampanie
W grze występuje 7 kampanii nazwanych od dynastii historycznej, która w danym okresie panowała w Chinach: Xia (kampania treningowa), Shang, Zhou, Qin, Han, Sui-Tang, Song-Jin. W sumie są 42 misje oraz 6 treningowych. Kampanie rozkładają się na znaczny okres czasowy, od przeszło 2000 r. p.n.e. do XIII w. n.e. Dosyć wiernie przedstawiona jest historia Chin w tym okresie. Wraz z biegiem lat (kolejnymi misjami) gracz ma możliwość stosowania innowacji jak: irygacja, nowe religie, konnica, papier, herbata. Rywalizuje także z różnymi wrogami. Początkowo z Xiongnu, a na samym końcu z Mongołami. Misje są podzielone na trzy epoki: Brązu, Żelaza i Stali. Różnica polega głównie na zmianie rodzaju materiału, z którego wytwarza się broń. Z końcem epoki Brązu następuje także koniec rydwanów i naczyń z brązu (zastąpionych lakierowanymi naczyniami z drewna). Każda kampania ma różny obszar jaki zajmuje mapa. Obszar ten jest coraz większy (największy w dynastii Sui-Tang – widoczna jest większość Azji – za czasów świetności Chin i rozwoju handlu na Jedwabnym Szlaku). W ostatniej kampanii obszar jest podobny jak w pierwszej, Shang (ze względu na wewnętrzne osłabienie Chin i kłopoty z Barbarzyńcami)

## Ścieżka dźwiękowa
Gra dysponuje bogatą ścieżką dźwiękową. Rozgrywkę urozmaica wiele utworów muzycznych oddających nastrój gry oraz liczne odgłosy natury i miasta, których wykonawcą według zapisu w plikach gry jest Jeff Van Dyck.

## Wymagania sprzętowe
- Procesor: Pentium II 400 MHz
- Pamięć RAM: 64 MB
- Wymagane wolne miejsce na dysku: 900 MB
- Grafika: 4 MB (800x600, 16 bit)
- System: Windows 98, Windows Me, Windows 2000, Windows XP